# Ranko Despotović
Ranko Despotović (serbisch-kyrillisch Ранко Деспотовић, * 21. Januar 1983 in Loznica, SFR Jugoslawien) ist ein ehemaliger serbischer Fußballspieler.

## Karriere

### Verein
Der Mittelstürmer stammt aus der Jugend des FK Sloga Lipnicki Sor und wechselte 2000 zum damaligen Zweitligisten FK Loznica. Nach guten Leistungen verpflichtet ihn drei Jahre später Vojvodina Novi Sad aus der Ersten Liga. Das komplette Jahr 2005 spielte er dann leihweile für den FK Mačva Šabac. Im Winter 2008 wechselte er für eine Ablösesumme von 1,2 Millionen Euro zum rumänischen Klub Rapid Bukarest. Ein halbes Jahr später war er der Wunschspieler vom Ex-Teamchef der serbischen Nationalmannschaft, Javier Clemente, und wurde im Juli 2008 für 1,7 Millionen Euro von Real Murcia verpflichtet. Nach einem Jahr wurde er an UD Salamanca verliehen. In der Saison 2010/11 spielte er für den FC Girona in der Segunda División und erzielte in 34 Spielen 18 Tore. Es folgten die Urawa Red Diamonds in Japans J1 League sowie der australische Erstligist Sydney FC. 2014 kehrte er nach Spanien zurück und war dort bis zu seinem Karriereende drei Jahre später noch für Deportivo Alavés, den FC Cádiz und den Marbella FC aktiv.

### Nationalmannschaft
Von 2007 bis 2011 absolvierte Despotović vier Partien serbische A-Nationalmannschaft. Sein Debüt erfolgte am 24. November 2007 bei einem EM-Qualifikationsspiel gegen Kasachstan (1:0) in Belgrad.